# CTP synthase 1
CTP synthase 1 là enzyme ở người được mã hóa bởi gen CTPS.

## Chức năng
Enzyme cytidine-5-prime-triphosphate synthetase xúc tác quá trình biến đổi uridine triphosphate (UTP) thành cytidine triphosphate (CTP). Enzyme này đóng vai trò quan trọng trong sinh tổng hợp phospholipid và axit nucleic, và đảm nhận một vai trò then chốt trong sinh trưởng, phát triển tế bào và quá trình sinh u.